# Club Marítimo San Antonio de la Playa
El Club Marítimo San Antonio de la Playa es un club náutico ubicado en Can Pastilla, Islas Baleares (España). Es miembro de la Asociación de Clubes Náuticos de Baleares.

## Historia
Se fundó en 1934 y fue su primer presidente Juan Estela Serra, quien desinteresadamente donó unos terrenos de su propiedad para ubicar el club. Se ampliaron sus instalaciones en 1969.
Organizó el campeonato de España de la clase Snipe en 1971 y 1984.

## Vela
Cuenta con equipos de regatas en las clases Optimist, Laser  y 420.
Es uno de los clubes organizadores del Trofeo Su Alteza Real Princesa Sofía.

## Deportistas
Jordi Calafat ha sido tres veces campeón del mundo, dos veces en 470 (1992 y 1993) y una en Optimist (1983), además de medalla de oro en la clase 470 en los Juegos Olímpicos de Barcelona 1992. En 2018, Marina Garau y Blanca Cabot ganaron el mundial de 420 en categoría sub-17 femenino. En 2022 y 2023 Víctor Pérez Campos ganó el campeonato de España de la clase Snipe.